# Achmet Steinmetz
Achmet August Steinmetz (* 21. Januar 1878 in Groden; † 18. August 1947 in Cuxhaven) war ein deutscher Architekt in Cuxhaven.

## Biografie
Steinmetz war der Sohn von Johann Steinmetz und Anna, geb. Jarck. Er besuchte die Volksschule in Groden und war in der heimischen Landwirtschaft bei seinem Bruder in Lüdingworth tätig, Danach schloss er eine Maurerlehre ab.

Er studierte dann bis 1901 an der Baugewerkeschule in Buxtehude. Danach war er als Architekt beim Architekten Glocke in Ritzebüttel beschäftigt. Um 1904 machte er sich selbstständig. Er war im Ersten Weltkrieg Soldat an der Westfront. Nach 1918 war er Mitglied im Guttemplerorden und er wurde später örtlicher Vorsitzender des Ordens.
Viele bekannte und auch denkmalgeschützte Bauwerke in und um Cuxhaven wurden von ihm entworfen.
Steinmetz war seit 1904 verheiratet und hatte fünf Kinder, wurde geschieden und heiratete 1919 erneut und hatte zwei Kinder. Er wurde beerdigt in dem Familiengrab auf dem Altenbrucher Friedhof.

## Werke (Auswahl)
- Wohnhaus Am Seedeich 7, 1914
- Villa Gehben in Altenbruch, 1908

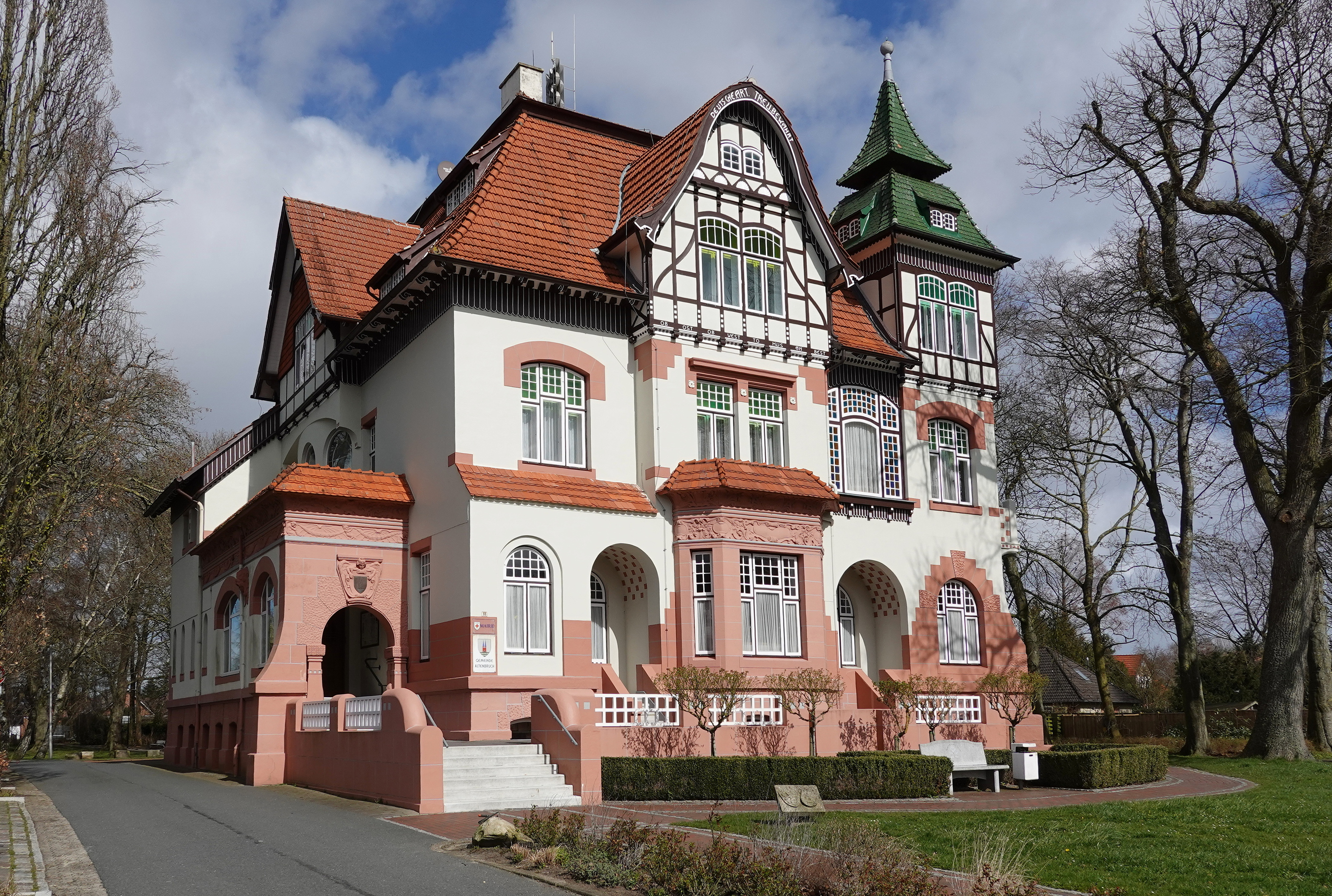
Denkmalgeschützte Villa Gehben in Altenbruch

- Eckhaus Nordersteinstraße/Holstenstraße, 1908
- Schule Groden, 1911
- Nicolaiheim in Cuxhaven am Colonnenweg, (1991 abgerissen)
- Einfamilienhaus Papenstraße 145
- Mehrere Fischhallen am Hafen
- Sein Wohnhaus in der Wißmannstraße 8 in Döse, 1939